# Comuna Varivsk, Ivankiv
Varivsk (în ucraineană Варівськ) este o comună în raionul Ivankiv, regiunea Kiev, Ucraina, formată din satele Liudvînivka, Rahvalivka și Varivsk (reședința).

## Demografie
Componența lingvistică a comunei Varivsk
     Ucraineană (91,95%)
     Rusă (7,71%)
Conform recensământului din 2001, majoritatea populației comunei Varivsk era vorbitoare de ucraineană (91,95%), existând în minoritate și vorbitori de rusă (7,71%).